# Pierre Toussaint Marcel de Serres de Mesplès
Pierre Toussaint Marcel de Serres de Mesplès est un géologue et un naturaliste français, né le 3 novembre 1780 à Montpellier et mort le 22 juillet 1862 dans la même ville.

## Biographie
Après des études de droit, il devient en 1814 conseiller à la cour d’appel de Montpellier.  Par l'entremise du Montpelliérain Pierre Daru, Napoléon lui confie une mission en Autriche, au Tyrol et en Bavière : en 22 mai 1809, avec le titre d'inspecteur des sciences, arts et manufactures de l'université impériale, il est envoyé en mission pour « visiter les manufactures des établissements de Vienne et des environs pour voir quels sont les perfectionnements que l'on peut apporter à celles déjà établies en France ».
Le 19 juillet 1809, Marcel de Serres est nommé professeur de minéralogie et de géologie à la Faculté des sciences de Montpellier, inaugurant ainsi la première chaire de France consacrée à cette spécialité. Il s’intéresse à la présence d’ossements dans les grottes du sud de la France. Il est promu officier de la Légion d'honneur en 1861.
Il a soutenu l'un des premiers l'existence d'un système quaternaire et a contribué pour une large part à la découverte des riches cavernes à ossements humains du Midi de la France[Lesquelles ?].
Marcel de Serres a publié plus de quarante ouvrages, notamment en 1851, Du perfectionnement graduel des êtres organisés. 
Il meurt à Montpellier le 22 juillet 1862 et il est inhumé au cimetière Saint-Lazare de Montpellier.

## Publications
- Voyage en Autriche, ou essai statistique et géographique sur cet empire, etc.  (4 tomes, Paris, 1814).
- Autriche; ou mœurs, usages et costumes des habitans de cet Empire; suivi d'un Voyage en Bavière et au Tyrol, etc. (6 tomes, Paris, 1821).
- Voyages dans le Tyrol, et une partie de la Bavière (2 tomes, Paris, 1823).
- Observations sur les Ossemens humains découverts dans les crevasses des terrains secondaires, et en particulier sur ceux que l'on observe dans la caverne de Durfort, Département du Gard (Paris, 1824).
- Géognosie des Terrains tertiaires, ou tableau des principaux animaux invertébrés des terrains marins tertiaires du midi de la France, Montpellier, Pomathio-Durville, 1829 [lire en ligne]
- Sur la simultanéité des terrains de sédiment supérieur, Paris, Impr. de Madame Veuve Agasse, 1830 (lire en ligne)
- Essai sur les Cavernes à ossements, et sur les causes qui les y ont accumulés. Troisième édition, revue et considérablement augmentée, Paris, J.-B. Baillière, 1838 [lire en ligne]
- De la cosmogonie de Moïse comparée aux faits géologiques. (Paris, 1838).
- Recherches sur les ossemens humatiles des cavernes de Lunel-Viel ; par M. de Serres, Dubreuil et Jeanjean (Montpellier, 1839).
- De la Création de la terre et des corps célestes, ou Examen de cette question: l'œuvre de la création estelle aussi complète pour l'univers qu'elle paraît l'être pour la terre (Paris, 1843).
- Sur le monument et les ossements celtiques découverts à Meudon (1845).
- Des Causes des Migrations des divers animaux et particulièrement des Oiseaux et des Poissons. Seconde édition, revue et considérablement augmentée (Paris, 1845).
- Nouveau Manuel complet de Paléontologie ou des lois de l'organisation des êtres vivants comparées à celles qu'ont suivies les espèces fossiles et humatiles dans leur apparition successive (deux volumes et un atlas, Roret, Paris, 1846).
- De l'ancienneté des diverses races humaines ... Extrait du Recueil des actes de l'Académie (Bordeaux, 1848).
- Du perfectionnement graduel des êtres organisés, Bordeaux, Th. Lafargue, 1851 (lire en ligne)
- Traité des roches simples et composées, ou de la classification géognostique des roches d'après leurs caractères minéralogiques et l'époque de leur apparition (Paris, 1863).